# Харрис, Гордон
Го́рдон Ха́ррис (англ. Gordon Harris; 2 июня 1940, Англия — 10 февраля 2014, Langold, Восточный Мидленд) — английский футболист, полузащитник.

## Биография

### Клубная карьера
Харрис начал карьеру в «Фирбек Мейн», а затем присоединился к клубу «Бернли». В составе «Бернли» Харрис сыграл девять сезонов, выиграл чемпионский титул 1960 года. Харрис был одним из ключевых игроков этой команды, за которую сыграл во всех турнирах 313 матчей, забив 81 гол.
В 1967 году Харрис перешёл в «Сандерленд», в котором отыграл четыре сезона. Его последним клубом в карьере стал «Саут-Шилдс», где футболист провел четыре года.

### Карьера
5 января 1966 года сыграл первый и последний матч за сборную Англии; матч со сборной Польши завершился со счётом 1:1.

### Смерть
Скончался 10 февраля 2014 года в возрасте 73 лет после непродолжительной борьбы с раком.

## Достижения
«Бернли»
- Победитель Первого дивизиона (1) : 1959/60